# Ваљон Бехрами
Ваљон Бехрами (алб. Valon Behrami; Косовска Митровица, 19. април 1985) је бивши  швајцарски фудбалер албанског порекла. Играо је на позицији везног играча.

## Успеси
Лугано
- Челенџ лига Швајцарске  (1) : 2002/03.[5]

 Наполи
- Куп Италије (1) : 2013/14.[6]
- Суперкуп Италије (1) : (финале: 2012/13)[7]

Појединачни
- Први швајцарски фудбалер који је учествовао на четири Светска првенства (2006, 2010, 2014, 2018).[8]